# Angles d'Euler

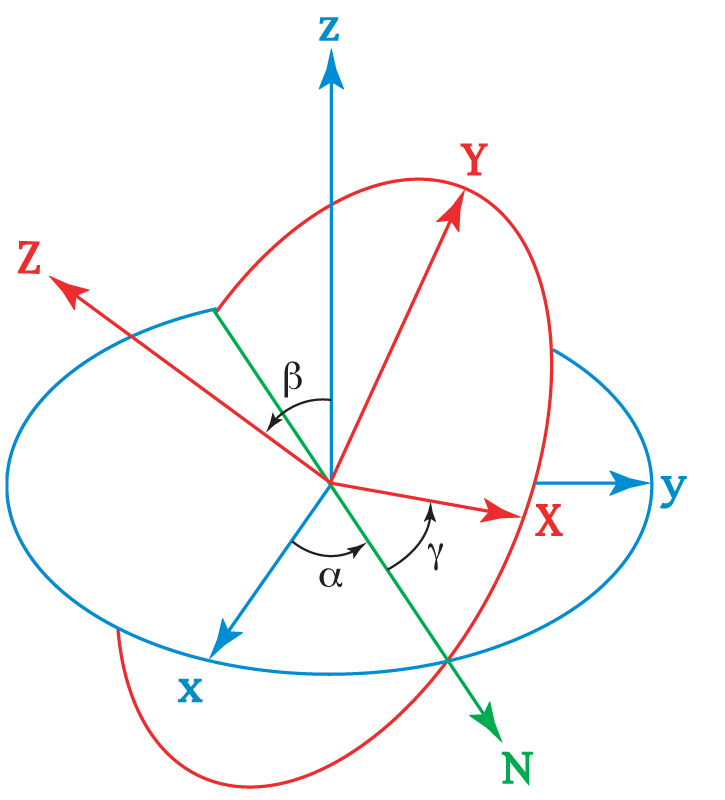
Dos sistemes ortogonals en el que es mostren els angles d'Euler

Els angles d'Euler constitueixen un conjunt de tres coordenades angulars que serveixen per especificar l'orientació d'un sistema de referència d'eixos ortogonals, normalment mòbil, respecte a un altre sistema de referència d'eixos ortogonals normalment fixos. Van ser introduïts per Leonhard Euler en la mecànica del sòlid rígid per descriure l'orientació d'un sistema de referència solidari amb un sòlid rígid en moviment.
Així, aquests angles determinen l'orientació dels eixos x'y'z', respecte a uns eixos fixos xyz, que són solidaris amb un sòlid mòbil. Els angles d'Euler s'obtenen mitjançant tres rotacions que es realitzen de manera successiva:
1. En el primer tipus de rotació gira el sistema xyz tot fent un angle f en un sentit directe al voltant de l'eix z, i el que en resulta és el sistema ξηζ.
2. En el segon tipus el sistema gira un angle φ en sentit directe al voltant de l'eix ξ, resultant-ne ξ´η´ζ´.
3. En el tercer tipus gira ξ´η´ζ´ en un angle υ al voltant de ζ´, obtenint-ne x´y´z´. S'observa que φ és l'angle format per z i z´; f és l'angle format per x i N i, finalment, υ és el format per x´ i N.